# Ladislav Kuncíř

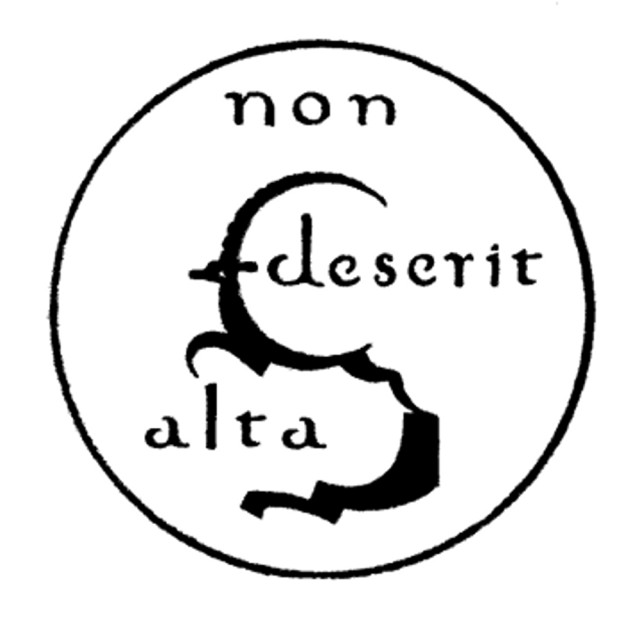
Motto a značka nakladatelství Ladislava Kuncíře

Ladislav Kuncíř (14. září 1890 Žitovlice – 5. června 1974 Praha) byl český nakladatel v období mezi světovými válkami. Edice, které vydával, se vyznačují vzornou a při tom jednoduchou úpravou grafickou a velmi dobrým tiskem. Vydával básnická a literární díla jak klasiků tak začínajících literátů. Zvláštní pozornost pak věnoval církevním myslitelům, bohoslovcům a českému baroknímu písemnictví.
Ladislav Kuncíř miloval českou řeč a její krásu a tak zasvětil svůj život knize, pro knihu trpěl a zemřel. Kuncířovo nakladatelství bylo významným kulturním činitelem, ne sice rozsahem, ale nesporně kvalitou díla. Jeho devizou bylo vydávat jen díla hodnotná, protože považoval obohacení národní kultury za čestnější a přednější než obohacení vlastní. Výrazem těchto snah bylo i heslo, které si zvolil do znaku, když se osamostatnil a založil vlastní nakladatelství. Všechny knihy jím vydané nesou znak kozoroha ve skoku s nápisem Non deserit alta – neopouští výšiny.

## Životopis

### Začátky
Ladislav Kuncíř se vyučil knihkupcem v Jičíně v knihkupectví u Josefa Zajíčka v době od ledna 1905 až do října 1907. Poté získává místo pomocníka v nově zakládaném knihkupectví v Mostě „Severočeské menšinové knihkupectví“. Další štace byla v Prostějově a od listopadu 1910 v Olomouci, kde se seznámil i s Františkou Othovou, která se stala v červnu 1912 jeho ženou. Měl s ní celkem 5 dětí a byli spolu až do konce života.
V květnu 1915 musel narukovat a válku po výcviku strávil na ruské frontě. I na frontě sledoval kulturní dění, neboť mu jeho žena a přátelé posílali pravidelně kulturní časopisy a občas i knížky.

### Období 1918–1938
Z 1. světové války se vrací s jasným přesvědčením stát se českým nakladatelem. Po příchodu do Prahy nastoupil v roce 1919 už jako vedoucí knihkupectví nově vytvořené Československé strany lidové. Prodejna knihkupectví se nacházela ve Schwarzenberském paláci ve Spálené ulici s domovním znamením „U zlatého klasu“. Odtud vzniklo označení knihkupectví, které se užívalo ještě v roce 1990, naposledy v ulici Na Příkopech. Svou činnost ve Zlatém klasu zahájil knihami edice Dobré Dílo (nakladatelství Josefa Floriana ve Staré Říši) a dalšími včetně edice katolických knih. Velmi dbal, aby knihy byly náležitě vystaveny, což bylo v Praze novum – úprava a bohatost výkladní skříně. Knihkupectví se brzy stalo dostaveníčkem mnohých sběratelů, básníků, autorů a dalších včetně mladých malířů a studentů. Však také instaloval ve výkladní skříni první výstavy děl například Josefa Havlíčka, Ladislava Süsse, Adolfa Hoffmeistra, Karla Teiga a dalších.
V roce 1923 opouští knihkupectví U zlatého klasu a zakládá vlastní nakladatelství s knihkupectvím ve Voršilské ulici. Začíná vydávat čtrnáctideník pro politiku a národní kulturu Rozmach, jehož přispěvateli byli namátkou např. Jaroslav Durych, Josef Dostál, Leopold Peřicha, Aloys Skoumal, ale i tehdejší avantgarda Vítězslav Nezval, Jiří Frejka, Jaroslav Fragner. Kromě časopisu Rozmach vydával Ladislav Kuncíř také časopis Akord jako platformu pro začínající autory a později Kuncířovy noviny, které vedl Břetislav Štorm redaktor a grafik.
Ladislav Kuncíř vydává dílo začínajícího Jaroslava Durycha, který ho označuje za svůj osud. Zakládá edici moderní literatury Knihy nové doby a Národní knihovnu. Vydává Pohádky K. J. Erbena s ilustracemi Cyrila Boudy. A vydává také náboženskou literaturu. Za nejvýznamnější knihu začátků nakladatelství pokládá Život Kristův, která autorovi Giovanni Papinimu vynesla cenu míru.
Ladislav Kuncíř ve svém nakladatelství vydává díla, ve kterých cítí vysokou uměleckou hodnotu a není už tak důležité, zda jde o renomované autory či nováčky. A tak se na knižní pulty dostávají spisy Julese Barbeye d’Aurevillyho, Alfreda de Musseta, G. K. Chestertona, H. Belloca, J. Swifta, Ch. Dickense, André Mauroise, Sigrid Undsetové a dalších a dalších. Z českých autorů kromě Jaroslava Durycha jmenujme alespoň Viktora Dyka, Vítězslava Nezvala, Karla Hlaváčka, Vladimíra Holana, Jana Zahradníčka, Ivana Suka, E. F. Buriana. Své knihy provázel ilustracemi malířů jako Cyril Bouda, Zdenka Braunerová, Karel Svolinský, Jan Zrzavý, Adolf Hoffmeister, Vlastimil Rada a další, ve výtvarné úpravě V. H. Brunnera a po jeho smrti A. Lískovce. Že knihy byly ve vynikající grafické úpravě svědčí i dosažení nejvyšších uznání v Paříži 1926, ve Florencii 1928 a přetisky obálek či titulních listů v revuích The Fleuron a Typografie.
Významnou složku jeho vydavatelského programu tvoří literatura náboženská. Redaktorem a poradcem náboženských děl se stal Antonín Ludvík Stříž, farář a později sídelní kanovník na Vyšehradě, který též překládal z mnoha jazyků. Stěžejním dílem z této oblasti jsou bezpochyby Životopisy svatých z pera Isidora Vondrušky, které vyšly v 5 svazcích na celkem 1700 stranách se 120 hlubotiskovými obrazy a popisovaly 7500 svatých v kontextu církevních dějin. Nešlo však jen o knihy katolické, ale Kuncíř a Stříž konali své dílo v ekumenickém duchu, za což mnohokrát sklidili projev díků i profesora Husovy fakulty dr. J. L. Hromádky.
Hospodářská krize vedla i ke krizi na knižním trhu a k likvidaci Kuncířova nakladatelství v roce 1934. Ladislav Kuncíř přijímá nabídku právě zřizovaného nakladatelství Vyšehrad a stává se na rok jeho ředitelem. Pak se s pomocí přátel Antonína Lískovce a Břetislava Štorma opět snaží vybudovat nové nakladatelství, které má pokračovat ve službě knize stejně jako v předchozích letech.

### Období 1939–1945
Než se však stačí nový podnik dostatečně rozběhnout, přichází 2. světová válka. Mnohé je zakázáno, mnoho zastaveno. V té době v Kuncířově nakladatelství vychází Mrštíkova Pohádka máje a Rok na vsi, je vydáván Špalíček a Slabikář Mikoláše Alše a několik dalších drobných prací. Po porážce hitlerovského Německa rozkvetl kulturní život nebývalým tempem. Díky usilovné práci celé rodiny, je možné začít uskutečňovat vydavatelské plány na realizaci děl české slávy. V první řadě je to Kalendář Mikoláše Alše, dále soubor spisů F. L. Čelakovského a soubor díla bratří Viléma a Aloise Mrštíků. Z náboženských děl stačil připravit k tisku sv. Augustina O boží obci. Ráčkovy Československé dějiny ještě stačily vyjít, ale celé vydání bylo konfiskováno.

### Období 1945–1974
V roce 1949 byla zastavena vydavatelská činnost soukromých vydavatelství vůbec. Nakladatelství Vyšehrad převzalo likvidací veškerá aktiva Kuncířova nakladatelství. Převzalo k dokončení díla bratří Mrštíků, Čelakovského, sv. Augustina, zásoby papírů, štočků, knihy již vytištěné či roztištěné a nebo vysázené. Získalo i celé velké sklady. Ladislav Kuncíř tehdy ještě směl, se svolením ministerstva informací, nastoupit v nakladatelství Vyšehrad na místo ředitele.

#### Politický proces
24. května 1951 byl Ladislav Kuncíř zatčen a obviněn z velezrady v procesu, který se nazývá „Zelená internacionála.“ 2.–4. července 1952, tedy více než rok poté, proběhlo soudní řízení na dvou místech v Praze a v Brně. Ve velkém brněnském monstrprocesu proti řadě katolických kněží a spisovatelů (za všechny jmenujme dnes nejznámějšího básníka Jana Zahradníčka) je souzen i Ladislav Kuncíř a odsouzen k 10 letům vězení a propadnutí veškerého majetku. Tak byla ztracena rozsáhlá knihovna a archiv. Byly ztraceny rukopisy, korespondence, smlouvy, kresby, návrhy grafických úprav, štočky, vůbec všechno. On sám prošel Valdicemi, Leopoldovem, Pankrácí. Když byl 4. srpna 1956 propuštěn z vězení pro velmi vážný zdravotní stav, bylo mu 66 let. Nesměl být nikde zaměstnán a nebyl mu přiznán žádný důchod, což platilo až do jeho úplné rehabilitace v plném rozsahu obžaloby dne 16. června 1966. Týž výrok se týkal všech tehdy odsouzených bez výjimky.

#### Závěr života
Ač tělesně velmi nemocen, se Ladislav Kuncíř duševně cítil v plné síle. Když se vrátil z vězení, ihned se začal zajímat o materiály z mrštíkovské korespondence, které připravoval již od roku 1941. Byla to právě práce na přípravě korespondence k publikování, která mu dovolovala překonat všechny těžkosti života. Léta se snažil získávat další materiál v archivech a u soukromníků. Když bylo vše pohromadě, náhle umírá profesor dr. Miloslav Hýsek, osobní přítel, který měl obstarat vědeckou část publikace. Nakonec díky podpoře Literárního fondu mohl Ladislav Kuncíř v práci pokračovat. Shromáždil 2000 dopisů, hlavně Vilémových, ale vydání korespondence se už nedožil.
Zemřel 5. června 1974 v Praze. Korespondence pak vyšla v nakladatelství Odeon v roce 1978 pod názvem Nedosněné sny v pečlivé redakci Rudolfa Havla.
V 60. letech napsal své paměti. Začátkem 70. let se zdálo, že dokonce vyjdou v nakladatelství Vyšehrad. Žel doba tomu nepřála. Paměti vyšly po letech v edici Rozmluvy v Londýně: Ladislav Kuncíř: Život pro knihu.

## Vydaná díla Ladislavem Kuncířem

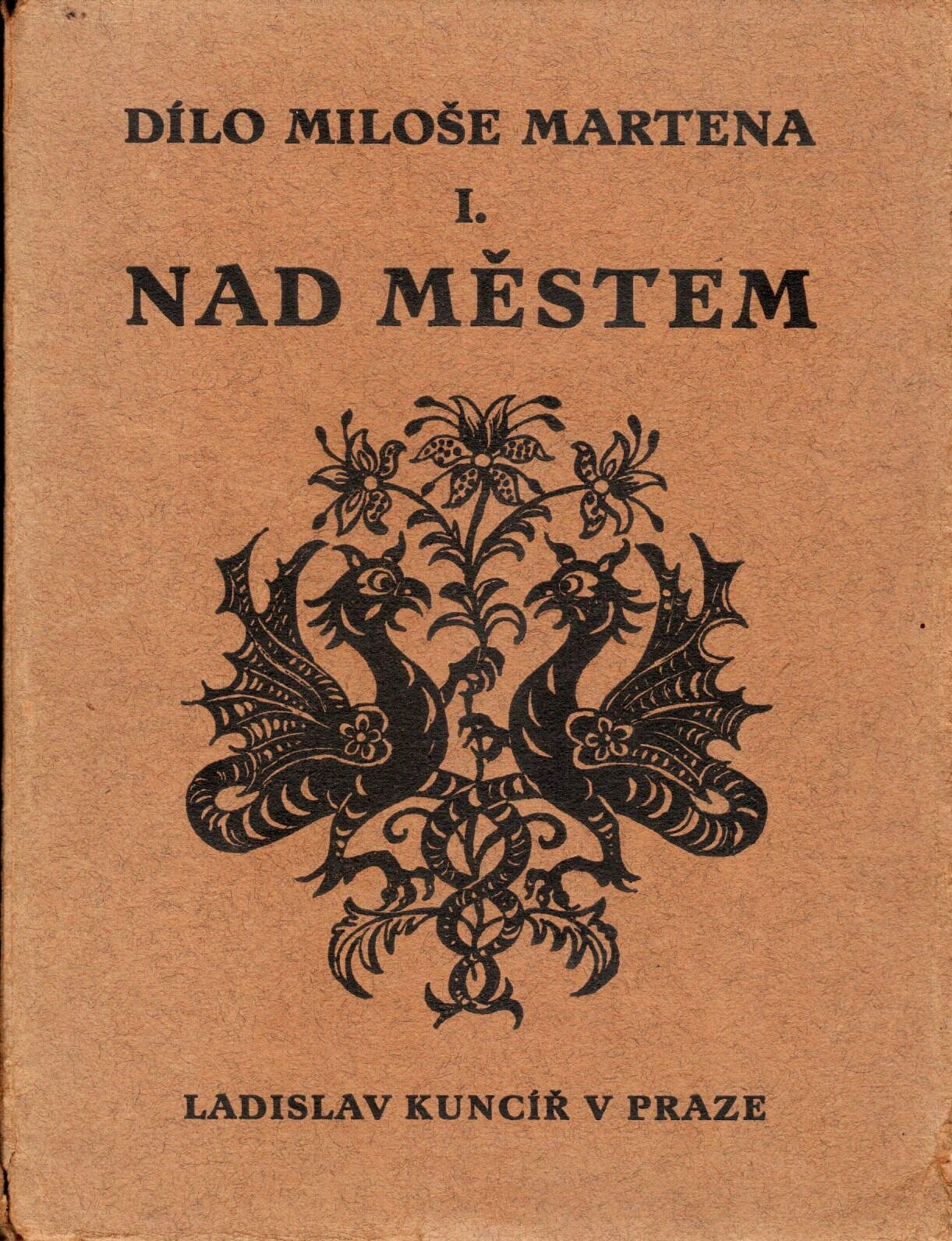
Titulní list Zdenky Braunerové ke knize Miloše Martena Nad městem, 1924

abecedně podle autorů

### A
- Achmatová Anna Básně 1932
- Alacoque Vlastní životopis sv. Markéty Marie Alacoque 1941
- Aleš Mikoláš Kalendář Mikoláše Alše 1947
- Athanasios Život sv. Antonína poustevníka 1928
- Aurelius Augustinus O Boží obci kniha XXII – díl I.,II. 1950
  - Vyznání svatého Augustina 1926

### B
- Baar Jindřich Šimon Chodská trilogie:
  - I. Paní komisarka 1949
  - II. Osmačtyřicátníci 1949
  - III. Lůzy 1950
- Bahr Bohuslav Nanebevstoupení 1928
- Balbín Bohuslav Obrana jazyka slovanského zvláště českého 1923
  - Život svatého Jana Nepomuckého 1940
- Barbey d’Aurevilly Jules Básně 1926
  - Bezejmenná historie – Stránka z historie 1924
  - Co neumírá 1924
  - Ďábelské 1928
  - Nemožná láska – Hanibalův prsten 1926
  - Očarovaná 1925
  - O dandysmu a Jiřím Brummelovi 1928
  - Rytíř des Touches 1923
  - Stará milenka 1924
  - Ženatý kněz  2.vydání 1921, 3.vydání 1930
- Baring Maurice Robert Peckham 1933
  - Suknice nesešívaná 1931
- Bartl Jaroslav Tři pověsti o rybníkářovi Kubovi 1944, 2.vydání 1945
  - V Panské službě 1946
- Baušová Marie Myšlenky svatého Augustina o dějinách společnosti a státu ve spise O městě Božím 1930
- Bazin René Čtyři malé děti 1926
- Belloc Hillaire Cesta do Říma 1920
  - Marie Antoinetta 1924
  - Neuvěřitelný příběh pana Petra 1926
- Benson Robert Hugh Neviditelné světlo 1930
  - Pán světa zabaveno
- Bernoville Gaston Svatá Teresie Ježíškova 1928
- Bertrand Louis Krev mučedníků 1925
  - Svatý Augustin 1929
- Bloy Leon Na prahu Apokalypsy 1930
  - Úvahy La Saletské 1933
- Sv. Bonaventura Život svatého Otce Františka 1920, 2.vydání 1926
- Bourek Josef Na dušičky vzpomínejme 1941
- Brentano Klement Život přesvaté Panny Marie podle vidění ctihodné Anny Kateřiny Emmerichové 1929
- Le Buffo Francis Můj nejvěrnější Přítel 1941
  - Můj stálý Přítel 1941
  - Můj věrný Přítel 1941
  - Můj božský Přítel 1941
  - Můj skrytý Přítel 1941
- Burian E. F. Polydynamika 1926

### C
- Cibulka Josef Starokřesťanské ikonografie 1924
- Claudel Paul Cesta křížová 1928
  - Sedmý den odpočinkem 1920
  - Město 1931
  - O svém díle 1923
  - Patero velkých ód provázených pascessionálem 1920
  - Svaté obrázky české 1933
  - Tři básně z války 1921
- Cooper James Fenimor Poslední mohykán 1925

### Č
- Čelakovský František Ladislav Básnické spisy 1951
  - Mudrosloví národu slovanského v příslovích 1949
  - Slovanské národní písně 1946
- Čep Jan Dvojí domov 1926

### D
- Davignon Henri Kajícník z Furnes 1928
- Defoe Daniel Život a dobrodružství Robinsona Crusoe 1926
- Delluc Louis Filmová dramata 1925
- Denifle Jindřich Cesta k věčné lásce 1932
- Desolda Jan Fr. Smrt Voltairova 1920
- Dickens Charles Oliver Twist I. a II.  1930
  - Pickwickovci I. a II.  1925
- Durych Jaroslav Balady 1925
  - Básně 1930
  - Bloudění I., II., III.  1.+2.+3.vydání 1929
  - Budějovická louka 1928
  - Ejhle člověk 1928
  - Essaye 1931
  - Chvála bibliofilů 1931
  - Jak vykvetla sedmikráska 1929
  - Kouzelná lampa 1926, 2.vydání 1929
  - Kvas na Boleslavi, Svatý Václav 1925
  - Kvas na Boleslavi, Svatý Václav – 2. přepracované' '1929
  - Láska k vlasti 1931
  - Naděje katolictví v zemích českých 1930
  - Na horách - 2. definitivní vydání 1928
  - Obrazy 1922, 2.vydání 1930
  - Okamžiky z válečných let 1924
  - Paní Anežka Berková 1931
  - Plížení Německem 1926
  - Pouť do Španělska 1929
  - Rekviem. Menší valdštejnská trilogie 1930, 2.vydání 1930
  - Sedmikráska 1925, 2.vydání 1927
  - Sedmikráska - 2.vydání 100ks čís.s kresbami K.Svolinského 1927
  - Sedmikráska 3.vydání 1930, 4.vydání' 1930, 5.vydání 1932
  - Sedmikráska - 5.vydání 100ks čís. výtisků Toyen 1932
  - Smích věrnosti. Legenda. 1924
  - Štědrý večer 1926
  - Toulky po domově 1938
  - Tři dukáty 2.vydání 1927
  - Valdice 1928
  - Valdštejnův kraj 1929
  - Vzpomínky z cest 1932
  - Vzpomínky z mládí 1928, 2.vydání 1931
- Dyk Viktor Inter arma 1928
  - Vzpomínky a komentáře 1893 – 1918 I. a II. 1927

### E
- Edschmid Kasimir Šestero ústí 1920
- Erben Karel Jaromír České pohádky a báje 1922
  - Kytice z pověstí národních 1924
  - Ruské a polské pohádky 1924
  - Vybrané báje a pověsti jihoslovanské 1923
- Estelricho Náboženské pronásledování ve Španělsku 1938
- Estrade J. B. Zjevení lurdská 1933
- Etherie (Sylvie Akvitánská) Putování na místo svaté 1930

### F
- Faber Fred Wiliam Betlém I. a II. 1929
- Fével Paul Suanové a modří 1926
- l’Ford Gertruda Rouška Veroniky 1930
- Foustka Jiří Hrst o zubech 1942
- Sv. František Spisy sv. Františka, zakladatele řádu bratří menších 1926
- Fulcher Chartresský Historie Jerusalémská 1920

### G
- Galsworthy John Útěk 1927
- Gemeli Augustino Františkánské poselství světu 1948
- Georg J.B. Omezení porodů přirozenou cestou 1932
  - Radostné manželství. Pohlavní život v manželství 1932, 2.vydání 1933, 3.vydání 1934
  - Radostné manželství. Pohlavní život v manželství 4.vydání zabaveno
- Ghéon Henri Člověk narozený z války 1922
- Gilliard Pierre Zločin Jekatěburský 1920
- Giordano Igino Znamení odporu 1938
- Glabazňová Marie Myrha zabaveno
  - Růže z tmy 1944
  - Šedá kolébka 1941
  - Země ve stínu 1938
- Gobineau Joseph Artur Opatství Tiphainské okupace nevyšlo
- Grignion z Monfortu Dokonalé zasvěcení přesvaté Panně Marii 1931
  - Modlitba za apoštoly posledních dob 1922
  - Litanie k Duchu Svatému 1922
  - O pravé pobožnosti k panně Marii 2.vydání 1922, 3.vydání 1936
- Grimmelshausen Hans Jacob Christoffel von Dobrodružný Simplicius Simplicissimus I., II., III 1929
- Guiges Scala Paradisi čili Žebřík rajský 1925
- Gunnarson Gunnar Jon Arason 1934

### H
- Hastings Basil Magdonald Vzpomínky dítěte 1928
- Hauff Wilhelm Žebračka z Pont des Arts 1934
- Hawthorne Nathaniel Mramorový faun 1929
- Heidenstarn Werner von Pouť svaté Brigity 1929
  - Rozklad a pád proletářské filosofie 1920
- Hello Arnošt Den Páně 1923
  - Divné příběhy 1920
  - Podobizny svatých 1938
- Hervig Franz Svatý Šebestián s Wedingu 1930
- Hlaváček Karel Mstivá kantiléna 1925
- Holan Vladimír Triumf smrti 1930
- Holzner Josef Dr. Apoštol Pavel 1939
- Honzík Karel Moderní byt 1939
- Hornov Vladimír V zahradách Královny
  - Vánoce
- Hronek Josef Arcibiskup František Kordač 1934
- Hruška J.F. Výbor chodských bajek 1929
- Hugo opat Život svatého Roberta 1927
- Hynek R. W. Dr. Hořící srdce 1933
  - Mystická stezka stigmatisovaná z Konnersrouthu 1931
  - Stigmatisovaná z Konnersrouthu 1927
  - Doplňky stigmatisovaná z Konnersrouthu 1927

### Ch
- Chajjám Omar Čtyřverší Omara Chajjáma 1931
- Chesterton G. K. Anarchista Čtvrtek 1924, 2.vydání 1928
  - Co je špatného na světě 1925
  - Eugenika a ostatní zla 1928
  - Kamarád Čtvrtek 1926
  - Klub podivných živností 1923, 2.vydání 1928
  - Moudrost otce Browna 1925
  - Muž, který věděl příliš mnoho 1926
  - Muž, který byl příliš živý 1925
  - Povídky o dlouhém luku 1927
  - Stromy pýchy 1926
- Chmelař Benjamin Léčení tuberkulosy plic 1911

### I
- Sv. Ignác Paměti svatého Ignáce z Loyoly 1929
- de Isla Historie proslulého kazatele fray Gerundia de Camporas 1927

### J
- Jakobsen Roman Nejstarší české písně duchovní 1930
- Jammes Francis Farář ozaronský 1922
  - Kniha o svatém Josefu 1923
  - Růženec ve slunci 1921
  - Svatební zvony 1927
- Jirko Miloš K staré vlajce 1925
- Jörgenson Johannes Na výšinách 1923
  - Pouť do Svaté Země 1928
  - Poutníkova kniha 1942
  - Svatá Kateřina Sienská 1947
  - Svatý František z Assisi 1945
  - Svatý oheň 1941

### K
- Kalista Zdeněk Jediný svět 1923
  - Mládí Humprechta Černína I., II.
- Kalvatová Melanie Zjevení přesvaté Panny Marie na hoře La Salatské 1921
- Karásek Jiří ze Lvovic Legenda o ctihodné Marii Elektě z Ježíše 1922
- Kempenský Tomáš Růžová zahrádka 1940
- Knap Josef Zaváté šlépěje 4.vydání 1947
- Z Kochemu Martin Výklad mše svaté 1933
- Komenský Jan Amos Labyrint světa a ráj srdce zabaveno
- Konečný Filip Svatý Dominik, zakladatel řádu 1921
- Kopta Josef Česká kniha a my 1947
- Kossaková Žofie Legenda o svatém Mikuláši z Prstenice 1938
- Kostohryz Josef Rekviem 1944
- Krčmář Zdeněk Františkovy Lázně 1947
- Kristen Zdeněk Za odkazem Františka Palackého 1948
- Krlín Josef Papežská politika 1946
  - Pronásledování katolíků v Mexiku 1928
- Křelina František Kotva v moři 1928
- Kulda Beneš Metod Moravské národní pohádky 1927

### L
- Lamping Severin Ti, kdož nalezli Pravdu 1939
- Lang Alois Poutník cherubínský - Úvod do německé mystiky 1922
  - Jacopone de Todi 1922
  - Jindřich Suso  1923
- Lesage Alain-René Příběhy Gil Blase ze Santillany I.-IV. 1928
- Leskov Nikolaj Semenovič Zapečetěný anděl 1924
- Lisický Bohuslav Buchenwald 1945
- Loreille Jacques Léon Bloy 1930

### M
- Macháček S.K. Básně 1927
- Manningh H. Důvěra v Boha 1928
  - Denní modlitba k Duchu Svatému 1929
- Manzoni Alessandro Snoubenci 1950
- Maraňon Gregoris Liberalismus a komunismum 1938
- Maritain Jacques Vybrané stati filosofické 1931
- Marten Miloš Akord 1929
  - Cyklus rozkoše a smrti 1925
  - Dvě novely – Cortigiana – Valeji 1927
  - Nad městem 3.vydání 1924
- Masák Emanuel Šimon Stylita 1929
- Masařík Josef Dobrovolně 1927
- Mašek Vlastimil O kometě Halleyově a všech význačných kometách 1910
- Maurus Rebanus Život blažené Maří Magdaleny a její sestry svaté Marty 1920
- Massis Henry Vnuk Renanův Arnošt Psichari 1924
- Matins Vincenc Jan Jaře a ozimy 1943
  - Smavé chvilky 1944
  - Z těžkých dob 1945
- Maurois André Anděl či bestie  1927
  - Bernard Quesnay 1927
  - Rozhovory o velení 1928
  - Řeči doktora O’Gradyho 1926
- Melka Antonín Lekce pašijového týdne 1928
- Melniková N. Květiny 1930
- Merimeé Prosperi Kronika vlády Karla IX 1928
  - Novely I. a II. 1928
  - Dílo v 1.svazku 1928
- Merward André Maria Duchovní život 1928
- Michna Kristián Sokolská tradice 1939
- Minucius Felix Markus Oktavius 1940
- Mirvald Karel Kryštof Kolumbus 1937
- Mrštíkové A. a V. Moravské obrázky 1949
  - Rok na vsi I.,II.  5.vydání 1947, 6.vydání 1949, 7.vydání 1950
- Mrštík Vilém Pohádka Máje 19.vydání 1947, 20.vydání 1948, 21.vydání 1948, 22.vydání 1948
  - Povídky a obrázky 1949
  - Santa Lucia 4.vydání 1948, 5.vydání 1950
  - Zumři 3.vydání 1950
- Mrštíková Božena Vzpomínky I a II 1950
- de Musset Alfred Komedie a proverby I. a II. 1930
  - Povídky a novely 1929
  - Výbor z básní 1929
  - Zpověď dítěte svého věku 1929

### N
- Nezval Vítězslav Blíženci 1927
- Němcová Božena Kávová společnost 1926
  - Pohádky o Pánu Bohu 1929
- Novák Arne Ignác Leopold Kober 1928

### O
- Odvadil František Černý koráb 1930
  - Pět legend 1936
- O’Flaherty Liam Udavač 1928
- Otradovicová Jarmila Básnický profil Jaroslava Durycha 1945
  - Slovo a svět 1946

### P
- Papica Josef Velké tajemství 1938
- Papini Giovanni Hotový člověk 1926
  - Život Kristův 1923, 2.vydání 1928
- Pečinková Běla Žeň v bouři 1923
  - Stihodná Maria Elektra z Ježíše 1922
- Piramonti Jan Petr Město velikého Krále 1924
- Pius XI Encyklika o svatém Josafatu 1923
- Polívková Božena Výtvarná práce V.H. Brunnera pro českou knihu 1929
- Prat F. Svatý Pavel 1928
- Przywara Erich Eucharistie a práce 1922
- Puškin A. S. Pohádka o caru Saltánovi 1927

### Q
- Quincey Thomas Johanna z Arku 1920
  - Zpověď anglického požívače opia 1926

### R
- Rabelais Francois Hrůzostrašná historie velikého Gargantuij 1927
  - Pantagruel král Dipsodů 1930 roztištěno ale nevyšlo
- Ráček Blažej Československé dějiny 1929, 2.vydání 1930, 3.vydání 1946
- Rais Karel V. Poslední léto 1946
  - Doma 1949
  - Na lepším 1950
  - O ztraceném ševci I a II 1951
  - Pantáta Bezoušek 1950
  - Pod Zvíčinou 1948
  - Sirotek 1950
  - Stehlo 1950
  - Zapadlí vlastenci 1950
  - Západ 1950
- Ramus C.F. Krása na zemi 1931
- Ratti Achille (Pius XI) K výšinám 1927
- Reiniš Stanislav Zbujník 1946
- Remisov Alexej Rybník 1923
- Renč Václav Sedmihradská zem
- Reyel Josef Dvacet dopisů Stalinovi 1932
- Reynek Bohuslav Smutek země 1924
  - Žízně 1921
- de Rezende José Můj flos Sanctorum zabaveno
- Robinson Eduard Plukovník Lawrence 1937
- Rotrekl Zdeněk Kamenný erb 1944
- Roubík František Český rok 1848 1931, 2.vydání zabaveno

### Ř
- sv. Řehoř Veliký Čtyři knihy rozmluv 1924

### S
- Sandtnerová Marie Janků Kniha rozpočtů a kuchařských předpisů 1950
- Schulz Karel Dáma u vodotrysku 1926
- Schwarzenberg Bedřich Španělský deník a zrození revolucí 1937
- Silesius Angelus Poutník cherubínský
- Skácel Miloslav Látka a tvar 1944
- Solovjes Vladimír Duchovní základy života 1924
- Stanovský Otto Čtvero Pange lingua – partitura + hlasy 1930
- Stevenson R.L. Ostrov pokladů 1924
- Stoachey Lytton Alžběta a Essex 1930
- Straka Cyril Přenesení ostatků sv. Norberta z Magneburku na Strahov 1626-1628 1927
- Strakoš Jan Počátky obrozeneckého historismu  1929
- Stříž Antonín Kurz latiny pro samouky 1944
  - La Saletta, Zjevení Matky Boží 19.9.1846 1932, 2.+3.+4.vydání 1946
  - Věnec Ducha Svatého 1931
- Suk Ivan Sluneční lásky 1923
- Surins Vavřinec Život sv. Antonína Paduánského 1920, 2.vydání 1925
- Sutter P. Satan v Illfurtu 1931
- Svensson Jón Islandské povídky 1929
- Swift Jonathan Guliverovy cesty I a II 1929
  - Guliverovy cesty I a II ilustrované Hofmeister a Burian 1929

### Š
- Šašek Miroslav Benjamín a tisíc mořských ďáblů 1947
- Šídlo F.A. Krásno vychovatelem lidstva 1911
  - Válka zabaveno
- Špálová Sonja Černý Honzík 1945
- Špirko Jozef Patrológia 1939
- Štorm Břetislav Dobrý drak 1944
  - Vladařství Růže 1937

### T
- Tanner Jan Život a ctnosti P.Albrechta Chanovského 1932
- sv.Terezie Ježíšova Listy 1926, 2.vydání
  - Hrad nitra čili komnaty 1930
  - Kniha zpráv 1924
  - Meditace duše o Bohu 1922
- Teuchner Jindřich Panna a satanáš 1943
- Thackeray William Trh marnosti I,.II.,III.,IV. 1930
- Thomson Malcolm Winston Churchill 1946
- Tichý František Kytice české a slovenské duchovní lyriky 1931
- Tichý Otto Albert Z hudební Francie zastaveno
- Tomíško Čeněk M. Jsme v rukou Božích 1947

### U
- Undsetová Sigrid Gymnadenia 1931
  - Hořící keř 1932
  - Jaro 1929, 2.vydání 1930, 3.vydání 1932, 4.vydání 1933
  - Jenny 1933
  - Kristina Vavřincová I. Věnec 1931
  - Kristina Vavřincová II Paní I.,II. 1932
  - Kristina Vavřincová III Kříž I.,II. 1934
  - Olav Audunssön v Hestvikenu 1935
- Vajs Josef Abecedárium paleoslovanicum 1917
  - Psalterium paleoslovanicum 1917
- Valter Josef M. Autem a na koni Austrálií zastaveno
- Verián Jaroslav Zakletí 1928
- Vilinskij Valerij Duch ruské církve 1930
- Villiers de L’Isle Adam Axel 1930
  - Tribulat Bonhomet 1930
- Vítězná Dagmar Opička Zuzi 1945
- Vladyka Vladislav Včera není dnes 1927
- Vlček Bartoš Povídky z Itálie 1926
- Vondruška Isidor Životopisy svatých I.,II.,III.,IV.,V. 1930–1932
- Vyskočil Albert Sásníkova cesta 1927

### W
- Waters Christopher Povídka o starém námořníku 1937
- Weinrich F.G. Umučení páně 1937
- Willam Fr.M. Život Ježíše Krista v kraji a lidu izraelském 1935
  - Život Marie, matky Ježíšovi 1937
- Winsloe Christa Děvče Manuela 1937
- Winter Eduard Tisíc let duchovního života 1939

### Y
- Yeats W.B. Země touhy 1929

### Z
- Zahradníček Jan Pokušení smrti 1930
- Zegadlowicz Emil Budějovické louky 1934
  - Hodina před jitřní 1930
- Zeyer Julius Obraz muže v krunýři 1938
  - Jan Maria Plojhar 1950
  - Neklan nevyšlo

### Ž
- Žantovská Hana Blízkost nevyšlo

### časopisy (ročník/rok)
- Akord – měsíčník (I/1928, II/1929, III/1930, IV/1931, V/1932, VI/1933)
- Brána (I/1937, II/1938, III/1939 jen čísla 1.,2.,3.)
- Kuncířovy noviny (I/1929, II/1930)
- Lidové zábavy (I/1928)
- Rozmach (I/1923, II/1924, III/1925, IV/1926, V/1927)
- Vinice Páně (I/1930, II/1931 (jako letáky), III/1932, IV/1933, V/1934, VI/1935, VII/1936, VIII/1938, IX/1939, X/1940, XI/1941)
- Světla (I/1910, II/1911)

### edice knih
- Národní knihovna
- Knihy nové doby
- Knihy Akordu
- Knihy mladých
- Kozoroh
- Philobiblon
- Prsten
- Kuncířovy nové knihy
- Kuncířovy Sešity
- Poklad
- Ver Sacrum
- Vinice Páně
- Boží bojovníci
- Karmel
- Svatí Otcové